# Up the Bracket
Up the Bracket är gruppen The Libertines debutalbum, utgivet den 14 oktober 2002. Det blev 35:a på UK Albums Chart.

## Låtlista
Alla sånger är skrivna av Peter Doherty och Carl Barât.
1. "Vertigo" – 2:37
2. "Death on the Stairs" – 3:24
3. "Horrorshow" – 2:34
4. "Time for Heroes" – 2:40
5. "Boys in the Band" – 3:42
6. "Radio America" – 3:44
7. "Up the Bracket" – 2:40
8. "Tell the King" – 3:22
9. "The Boy Looked at Johnny" – 2:38
10. "Begging" – 3:20
11. "The Good Old Days" – 2:59
12. "I Get Along" – 2:51
13. "What a Waster" – 2:57
14. "Mockingbird"/"Mayday"